# Evanichita
L'evanichita és un mineral de la classe dels sulfats. Rep el nom en honor de Daniel J. Evanich (n. 1951), un col·leccionista de minerals dels Estats Units.

## Característiques
L'evanichita és un sulfat de fórmula química Pb₆Cr3+(Cr6+O₄)₂(SO₄)(OH)₇FCl. Va ser aprovada com a espècie vàlida per l'Associació Mineralògica Internacional l'any 2022 i publicada en el mes de juliol de 2023. Cristal·litza en el sistema trigonal.
Les mostres que van servir per a determinar l'espècie, el que es coneix com a material tipus, es troben conservades al Museu Mineral de la Universitat d'Arizona, a Tucson (Arizona), amb el número de catàleg: 22718, i al projecte RRUFF, amb el número de mostra: r220006.

## Formació i jaciments
Va ser descoberta a la mina Mammoth-Saint Anthony, situada a la localitat de Tiger, dins el districte miner de Mammoth, al comtat de Pinal (Arizona, Estats Units). Aquesta mina estatunidenca és l'únic indret de tot el planeta on ha estat descrita aquesta espècie mineral.